# LG杯世界棋王戦
LG杯朝鮮日報棋王戦（LGはいちょうせんにっぽうきおうせん、LG배 조선일보기왕전）は、韓国、日本、中国、台湾、米国、欧州の棋士による囲碁の国際棋戦。1996年に開始。前身の韓国国内棋戦だった棋王戦から発展した。当初はLG杯世界棋王戦だったが、第18回から現名称に。
- 主催 朝鮮日報社
- 主管 韓国棋院
- 協賛 LGグループ
- 優勝賞金 (第1期)2億ウォン、（6-17期)2億5千万ウォン、(18期-）3億ウォン、

2015年には20回開催を記念して、新鋭挑戦者杯トーナメントを開催。

## 出場選手
- 第1回は、韓国14、日本8、中国6、台湾2、米国1の、31名が出場。
- 第2-10回は、前回ベスト4、韓国8、日本5、中国4、台湾・米国・欧州各1の、24名。
- 第11回からは、前回1、2位、韓国5、日本・中国3、台湾・米国・欧州各1、アマチュアも含めた国際統合予選による16名の、32名。
- 第26回からは、24名。

## ルール
日本ルールで実施される。持ち時間は各3時間。切れたら40秒5回。コミは第1-3回は5目半、第4回から6目半。対戦はトーナメント方式で、決勝戦は1-10期は5番勝負、11期から3番勝負。

## 過去の優勝者と決勝戦
（左が優勝者、カッコ内は準決勝）
1. 1997年 李昌鎬（韓国） 3-0 劉昌赫（韓国）
2. 1998年 王立誠（日本） 3-2 劉昌赫（韓国）
3. 1999年 李昌鎬（韓国） 3-0 馬暁春（中国）
4. 2000年 兪斌（中国） 3-1 劉昌赫（韓国）
5. 2001年 李昌鎬（韓国） 3-2 李世乭（韓国）
6. 2002年 劉昌赫（韓国） 3-2 曺薫鉉
7. 2003年 李世乭（韓国） 3-1 李昌鎬（韓国）
8. 2004年 李昌鎬（韓国） 3-1 睦鎮碩（韓国）
9. 2005年 張栩（日本） 3-1 兪斌（中国）
10. 2006年 古力（中国） 3-2 陳耀燁（中国）（古力-李世乭、陳耀燁-朴文尭）
11. 2007年 周俊勲 （台湾）2-1 胡耀宇（中国）（周俊勲-趙漢乗、胡耀宇-洪旼杓）
12. 2008年 李世乭（韓国） 2-1 韓尚勲（韓国）（李世乭-胡耀宇、韓尚勲-温昭珍）
13. 2009年 古力（中国） 2-0 李世乭（韓国）（古力-李昌鎬、李世乭-朴永訓）
14. 2010年 孔傑（中国） 2-0 李昌鎬（韓国）（孔傑-朴永訓、李昌鎬-朴文尭）
15. 2011年 朴文尭（中国） 2-0 孔傑（中国）（朴文尭-王尭、孔傑-孟泰齢）
16. 2012年 江維傑（中国） 2-0 李昌鎬（韓国）（江維傑-金志錫、李昌鎬-謝赫）
17. 2013年 時越（中国） 2-0 元晟溱（韓国）（時越-姜東潤、元晟溱-崔哲瀚）
18. 2014年 柁嘉熹（中国） 2-1 周睿羊（中国）（柁嘉熹-李喆、周睿羊-陳耀燁）
19. 2015年 朴廷桓（韓国） 2-1 金志錫（韓国）（朴廷桓-朴永訓、金志錫-崔哲瀚）
20. 2016年 姜東潤（韓国） 2-1 朴永訓（韓国）（姜東潤-時越、朴永訓-柁嘉熹）
21. 2017年 党毅飛（中国） 2-0 周睿羊（中国）（党毅飛 - 申眞諝、周睿羊 - 朴廷桓）
22. 2018年 謝爾豪（中国） 2-1 井山裕太（日本）（謝爾豪 - 江維傑、井山裕太 - 柯潔）
23. 2019年 楊鼎新（中国） 2-1 時越（中国）（楊鼎新 - 申旻埈、時越 - 范廷鈺）
24. 2020年 申眞諝（韓国） 2-0 朴廷桓（韓国）（申眞諝 - 柯潔、朴廷桓 - 陶欣然）
25. 2021年 申旻埈（韓国） 2-1 柯潔（中国）
26. 2022年 申眞諝（韓国） 2-0 楊鼎新（中国）
27. 2023年 丁浩（中国）2-0 楊鼎新（中国）
28. 2024年 申眞諝（韓国） 2-0 卞相壹（韓国）
29. 2025年 卞相壹（韓国） 2–1 柯潔（中国）[棄権負け][1][2]

## 過去の大会

### 第1回
1996年に開始。1回戦は6月25日、2回戦は6月27日に韓国各地で実施、3回戦は10月11日にニューヨーク、準決勝は12月18日、決勝戦は1997年3月17日-5月19日に行われた。
- 1回戦  李昌鎬（韓国） - 周俊勲（中華台北）、聶衛平（中国） - 金熙中（韓国）、小林覚（日本） - 金原（韓国）、徐能旭（韓国） - 小林光一（日本）、馬暁春（中国） - 睦鎮碩（韓国）、金東燁（韓国） - 王立誠（日本）、金承俊（韓国） - 武宮正樹（日本）、曹大元（中国） - 陳永安（中華台北）

劉昌赫（韓国） - 劉小光（中国）、依田紀基（日本） - 崔珪昞（韓国）、江鋳久（中国） - 柳時熏（日本）、陳臨新（中国） - 梁宰豪（韓国）、崔明勲（韓国） - 常昊（中国）、結城聡（日本） - 李聖宰（韓国）、趙治勲（日本） - 張秀英（韓国）
- 2回戦 李昌鎬 - 聶衛平、小林覚 - 徐能旭、馬暁春 - 金東燁、金承俊 - 曹大元、劉昌赫 - 依田紀基、江鋳久 - 陳臨新、崔明勲 - 結城聡、曺薫鉉（韓国） - 趙治勲
- 3回戦 李昌鎬 - 小林覚、馬暁春 - 金承俊、劉昌赫 - 江鋳久、崔明勲 - 曺薫鉉
- 準決勝 李昌鎬 - 馬暁春、劉昌赫 - 崔明勲
- 決勝戦 李昌鎬 3-0 劉昌赫

### 第2回
1997年に開始。1回戦は6月27日、2回戦は6月29日にソウル市で実施、3回戦は10月27日、準決勝は1998年2月5日、決勝戦は2月24日-3月22日にソウル市ロッテホテルで行われた。
- 1回戦  王立誠（日本） - 李賢旭（韓国）、趙治勲（日本） - 尹盛鉉（韓国）、兪斌（中国） - 金原（韓国）、常昊（中国） - 李世乭（韓国）、柳時熏（日本） - 梁宰豪（韓国）、ハンス・ピーチ（欧州） - 依田紀基（日本）、邵煒剛（中国） - 周俊勲（中華台北）、李聖宰（韓国） - 曹大元（中国）
- 2回戦 王立誠 - 芮廼偉（米国）、曺薫鉉（韓国） - 趙治勲、崔明勲（韓国） - 兪斌、徐奉洙（韓国） - 常昊、劉昌赫（韓国） - 柳時熏、小林覚（日本） - ハンス・ピーチ、李昌鎬（韓国） - 邵煒剛、馬暁春（中国） - 李聖宰
- 3回戦 王立誠 - 曺薫鉉、崔明勲 - 徐奉洙、劉昌赫 - 小林覚、李昌鎬 - 馬暁春
- 準決勝 王立誠 - 崔明勲、劉昌赫 - 李昌鎬
- 決勝戦 王立誠 3-2 劉昌赫

### 第3回
1998年に開始。1回戦は6月16日、2回戦は6月18日に実施、3回戦は10月26日、準決勝は1999年1月13日、決勝戦は3月2日-5月10日にソウル市で行われた。
- 1回戦  常昊（中国） - 加藤正夫（日本）、周俊勲（中華台北） - 趙漢乗（韓国）、邵煒剛（中国） - 李世乭（韓国）、山田規三生（日本） - 李聖宰（韓国）、白大鉉（韓国） - 小林光一（日本）、芮廼偉（米国） - 安祚永（韓国）、兪斌（中国） - 睦鎮碩（韓国）、工藤紀夫（日本） - 郭鵑（欧州）
- 2回戦 李昌鎬（韓国） - 常昊、周俊勲 - 王立誠（日本）、邵煒剛 - 劉昌赫（韓国）、山田規三生 - 梁宰豪（韓国）、馬暁春（中国） - 白大鉉、趙治勲（日本） - 芮廼偉、兪斌 - 曺薫鉉（韓国）、工藤紀夫 - 崔明勲（韓国）
- 3回戦 李昌鎬 - 周俊勲、邵煒剛 - 山田規三生、馬暁春 - 趙治勲、兪斌 - 工藤紀夫
- 準決勝 李昌鎬 - 邵煒剛、馬暁春 - 兪斌
- 決勝戦 李昌鎬 3-0 馬暁春

### 第4回
1999年に開始。1回戦は6月15日、2回戦は6月17日、3回戦は11月15日、準決勝は2000年2月10日、決勝戦は2月29日-5月10日にソウル市で行われた。
- 1回戦  白大鉉（韓国） - マイケル・レドモンド（米国）、睦鎮碩（韓国） - ハンス・ピーチ（欧州）、曺薫鉉（韓国） - 曹大元（中国）、王磊（中国） - 金承俊（韓国）、劉昌赫（韓国） - 周鶴洋（中国）、常昊（中国） - 林宣根（韓国）、加藤正夫（日本） - 安祚永（韓国）、彦坂直人（日本） - 崔珪昞（韓国）
- 2回戦 兪斌（中国） - 白大鉉、王立誠（日本） - 睦鎮碩、曺薫鉉 - 邵煒剛（中国）、王磊 - 依田紀基（日本）、劉昌赫 - 周俊勲（台湾）、常昊 - 趙治勲（日本）、李昌鎬（韓国） - 加藤正夫、馬暁春（中国） - 彦坂直人
- 3回戦 兪斌 - 王立誠、曺薫鉉 - 王磊、劉昌赫 - 常昊、李昌鎬 - 馬暁春
- 準決勝 兪斌 - 曺薫鉉、劉昌赫 - 李昌鎬
- 決勝戦 兪斌 3-1 劉昌赫

### 第5回
2000年6月に1-2回戦、11月に3回戦、2001年2月に準決勝、2月26、28日に決勝戦第1-2局、5月15-19日に第3-5局を行い、李昌鎬が2連敗後の3連勝で優勝した。
| 1回戦 - 彦坂直人（日本） - 李相勲（韓国） - 元晟溱（韓国） - 周俊勲（中華台北） - 趙治勲（日本） - 金成龍（韓国） - 梁建剛（韓国） - 依田紀基（日本） - 芮廼偉（韓国） - 小林覚（日本） - 李世乭（韓国） - タラヌ・カタリン（欧州） - 徐奉洙（韓国） - マイケル・レドモンド（北米） - 周鶴洋（中国） - 尹盛鉉（韓国） | 2回戦 - 李昌鎬（韓国） - 彦坂直人 - 馬暁春（中国） - 元晟溱 - 曺薫鉉（韓国） - 趙治勲 - 王立誠（日本） - 梁建剛 - 芮廼偉 - 邵煒剛（中国） - 李世乭 - 常昊（中国） - 徐奉洙 - 兪斌（中国） - 周鶴洋 - 劉昌赫（韓国） |

| 3回戦 - 李昌鎬 - 馬暁春 - 王立誠 - 曺薫鉉 - 李世乭 - 芮廼偉 - 周鶴洋 - 徐奉洙 | 準決勝 - 李昌鎬 - 王立誠 - 李世乭 - 周鶴洋 | 決勝戦 - 李昌鎬 3-2 李世乭 |

### 第6回
2001年6月に1-2回戦、10月に3回戦、2002年1月に準決勝、2月26、28日に決勝戦第1-2局、3月27-4月1日に第3-5局を行い、劉昌赫が優勝した。
| 1回戦 - マイケル・レドモンド（北米） - アレキサンダー・ディナーシュタイン（欧州） - 羅洗河（中国） - 周俊勲（中華台北） - 趙治勲（日本） - 常昊（中国） - 山下敬吾（日本） - 朴正祥（韓国） - 王銘琬（日本） - 崔明勲（韓国） - 睦鎮碩（韓国） - 小林光一（日本） - 劉昌赫（韓国） - 柳時熏（日本） - 梁宰豪（韓国） - 兪斌（中国） | 2回戦 - 李昌鎬（韓国） - マイケル・レドモンド - 羅洗河 - 芮廼偉（中国） - 曺薫鉉（韓国） - 趙治勲 - 山下敬吾 - 徐奉洙（韓国） - 李世乭（韓国） - 王銘琬 - 睦鎮碩 - 馬暁春（中国） - 劉昌赫 - 王立誠（日本） - 周鶴洋（中国） - 梁宰豪 |

| 3回戦 - 李昌鎬 - 羅洗河 - 曺薫鉉 - 山下敬吾 - 李世乭 - 睦鎮碩 - 劉昌赫 - 周鶴洋 | 準決勝 - 曺薫鉉 - 李昌鎬 - 劉昌赫 - 李世乭 | 決勝戦 - 劉昌赫 3-2 曺薫鉉 |

### 第7回
2002年4-5月に1-2回戦、10月に3回戦、2003年2月に準決勝、2月25、27日に決勝戦第1-2局、3月25、27日に第3-4局を行い、李世乭が優勝した。
| 1回戦 - 元晟溱（韓国） - 小林光一（日本） - 尹畯相（韓国） - タラヌ・カタリン（欧州） - 江鋳久（韓国） - 江鳴久（北米） - 兪斌（中国） - 周俊勲（中華台北） - 李相勲（韓国） - 王銘琬（日本） - 馬暁春（中国） - 金承俊（韓国） - 趙治勲（日本） - 安達勲（韓国） - 趙漢乗（韓国） - 羽根直樹（日本） | 2回戦 - 元晟溱 - 常昊（中国） - 周鶴洋（中国） - 尹畯相 - 李昌鎬（韓国） - 江鋳久 - 劉昌赫（韓国） - 兪斌 - 李世乭（韓国） - 李相勲 - 朴永訓（韓国） - 馬暁春 - 曺薫鉉（韓国） - 趙治勲 - 趙漢乗 - 王立誠（日本） |

| 3回戦 - 元晟溱 - 周鶴洋 - 李昌鎬 - 劉昌赫 - 李世乭 - 朴永訓 - 趙漢乗 - 曺薫鉉 | 準決勝 - 李昌鎬 - 元晟溱 - 李世乭 - 趙漢乗 | 決勝戦 - 李世乭 3-1 李昌鎬 |

### 第8回
2003年6月に1-2回戦、10月に3回戦、2004年2月に準決勝、3月9、11日に決勝戦第1-2局、3月30、4月1日に第3-4局を行い、李昌鎬が4回目の優勝を果たした。
| 1回戦 - 金主鎬（韓国） - 柳時熏（日本） - 趙治勲（日本） - 安祚永（韓国） - マイケル・レドモンド（北米） - 王銘琬（日本） - 常昊（中国） - 安永吉（韓国） - 睦鎮碩（韓国） - 羽根直樹（日本） - 王磊（中国） - 周俊勲（中華台北） - A.ディナーシュタイン（欧州） - 王立誠（日本） - 兪斌（中国） - 洪章植（韓国） | 2回戦 - 金主鎬 - 周鶴洋（中国） - 李昌鎬（韓国） - 趙治勲 - 元晟溱（韓国） - マイケル・レドモンド - 常昊 - 劉昌赫（韓国） - 睦鎮碩 - 曺薫鉉（韓国） - 王磊 - 宋泰坤（韓国） - 趙漢乗（韓国） - A.ディナーシュタイン - 李世乭（韓国） - 兪斌 |

| 3回戦 - 李昌鎬 - 金主鎬 - 元晟溱 - 常昊 - 睦鎮碩 - 王磊 - 趙漢乗 - 李世乭 | 準決勝 - 李昌鎬 - 元晟溱 - 睦鎮碩 - 趙漢乗 | 決勝戦 - 李昌鎬 3-1 睦鎮碩 |

### 第9回
2004年5月に1-2回戦、10月に3回戦、2005年1月に準決勝、3月28、30日に決勝戦第1-2局を上海、4月18、20日に第3-4局をソウルで行い、張栩が25歳3ヶ月の日本棋士最年少記録での世界戦優勝を果たした。
| 1回戦 - 劉昌赫（韓国） - 周鶴洋（中国） - 張栩（日本） - 崔原踊（韓国） - 山下敬吾（日本） - 宋泰坤（韓国） - 孔傑（中国） - 周俊勲（中華台北） - 金萬樹（韓国） - 羽根直樹（日本） - 朴昇賢（韓国） - 王銘琬（日本） - 江鳴久（北米） - F.J.ディックハット（欧州） - 王立誠（日本） - 曺薫鉉（韓国） | 2回戦 - 劉昌赫 - 古力（中国） - 張栩 - 睦鎮碩（韓国） - 趙漢乗（韓国） - 山下敬吾 - 孔傑 - 崔哲瀚（韓国） - 元晟溱（韓国） - 金萬樹 - 兪斌（中国） - 朴昇賢 - 李世乭（韓国） - 江鳴久 - 李昌鎬（韓国） - 王立誠 |

| 3回戦 - 張栩 - 劉昌赫 - 趙漢乗 - 孔傑 - 兪斌 - 元晟溱 - 李昌鎬 - 李世乭 | 準決勝 - 張栩 - 趙漢乗 - 兪斌 - 李昌鎬 | 決勝戦 - 張栩 3-1 兪斌 |

### 第25回
2020年に開始。1回戦は6月1-3日、2回戦は6月5-8日、3回戦は11月9-11日、準決勝は11月11日、決勝戦は2021年2月1-4日に行われた。対局はインターネット対局で実施。
- 1回戦 申旻埈（韓国） - 王元均（中華台北）、丁浩（中国） - 朴承華（韓国）、李泰賢（韓国） - 大西竜平（日本）、連笑（中国） - 李映九（韓国）、

朴廷桓（韓国） - 一力遼（日本）、洪基杓（韓国） - 李軒豪（中国）、楊鼎新（中国） - 偰玹準（韓国）、李東勲（韓国） - 孫喆（日本）、
柯潔（中国） - 朴鍵昊（韓国）、申眞諝（韓国） - 范蘊若（中国）、元晟溱（韓国） - 許皓鋐（韓国）、辜梓豪（中国） - 金相天（韓国）、
卞相壹（韓国） - 村川大介（日本）、趙晨宇（中国） - 崔精（韓国）、姜東潤（韓国） - 許家元（日本）、唐韋星（中国） - 金志錫（韓国）
- 2回戦 申旻埈 - 丁浩、李泰賢 - 連笑、朴廷桓 - 洪基杓、楊鼎新 - 李東勲、柯潔 - 申眞諝、元晟溱 - 辜梓豪、卞相壹 - 趙晨宇、姜東潤 - 唐韋星
- 3回戦 申旻埈 - 李泰賢、朴廷桓 - 楊鼎新、柯潔 - 元晟溱、卞相壹 - 姜東潤
- 準決勝 申旻埈 - 朴廷桓、柯潔 - 卞相壹
- 決勝戦 申旻埈 2-1 柯潔

### 第26回
2021年に開始。韓国13、中国7、日本3、台湾1の計24名が出場。1回戦は5月30-31日、2回戦は6月2日、3回戦は11月7-8日、準決勝は11月9-10日、決勝戦は2022年2月7-9日に行われた。対局はインターネット対局で実施。
- 1回戦 陶欣然（中国） - 許映皓（韓国）、陳祈睿（中華台北） - 洪性志（韓国）、元晟溱（韓国） - 許家元（日本）、檀嘯（中国） - 朴進率（韓国）、金志錫（韓国） - 伊田篤史（日本）、姜東潤（韓国） - 謝爾豪（中国）、羋昱廷（中国） - 李昌錫（韓国）、金明訓（韓国） - 謝科（中国）
- 2回戦 申眞諝（韓国） - 陶欣然、一力遼（日本） - 陳祈睿、柯潔（中国） - 元晟溱、朴廷桓（韓国） - 檀嘯、楊鼎新（中国） - 金志錫、申旻埈（韓国） - 姜東潤、羋昱廷 - 李東勲（韓国）、卞相壹（韓国） - 金明訓
- 3回戦 申眞諝 - 一力遼、柯潔 - 朴廷桓、楊鼎新 - 申旻埈、羋昱廷 - 卞相壹
- 準決勝 申眞諝 - 柯潔、楊鼎新 - 羋昱廷
- 決勝戦 申眞諝 2-0 楊鼎新

### 第27回
2022年に開始。決勝三番勝負は2023年1月30日・2月1日に行われた。対局は準決勝まではインターネット対局、決勝はコロナ以降で初の対面で実施。
準決勝以降の勝ち上がり
|  | 準決勝           | 準決勝     |               |   | 決勝三番勝負 | 決勝三番勝負 |
|  |                  |            |               |   |              |              |
|  | 11/15 オンライン |            |               |   |              |              |
|  |                  |            |               |   |              |              |
|  | 丁浩九段         | ○          |               |   |              |              |
|  | 丁浩九段         | ○          | 1/30-2/1 北京 |   |              |              |
|  | 姜東潤九段       | ●          |               |   |              |              |
|  | 姜東潤九段       | ●          | 丁浩九段      | 2 |              |              |
|  | 11/16 オンライン |            | 丁浩九段      | 2 |              |              |
|  |                  | 楊鼎新九段 | 0             |   |              |              |
|  | 申眞諝九段       | 楊鼎新九段 | 0             | ● |              |              |
|  | 申眞諝九段       |            |               | ● |              |              |
|  | 楊鼎新九段       | ○          |               |   |              |              |
|  | 楊鼎新九段       | ○          |               |   |              |              |

### 第28回
2023年5月に開会式・2回戦まで。12月準々決勝と準決勝。決勝三番勝負は2024年1月から2月に行われる予定。4年ぶりに全面対面対局で行う。
準決勝以降の勝ち上がり
|  | 準決勝         | 準決勝     |            |    | 決勝三番勝負 | 決勝三番勝負 |
|  |                |            |            |    |              |              |
|  | 12/13 ソウル   |            |            |    |              |              |
|  |                |            |            |    |              |              |
|  | 羋昱廷九段     |            |            |    |              |              |
|  | 1/29-31 ソウル |            |            |    |              |              |
|  | 卞相壹九段     | 勝         |            |    |              |              |
|  | 卞相壹九段     | 勝         | 卞相壹九段 | 0  |              |              |
|  | 12/13 ソウル   |            | 卞相壹九段 | 0  |              |              |
|  |                | 申眞諝九段 | 2          |    |              |              |
|  | 申眞諝九段     | 申眞諝九段 | 2          | 勝 |              |              |
|  | 申眞諝九段     |            |            | 勝 |              |              |
|  | 柯潔九段       |            |            |    |              |              |
|  |                |            |            |    |              |              |

### 第29回
2024年5月に開会式・2回戦まで。9–10月準々決勝と準決勝。決勝三番勝負は2025年1月に行われた。
第1局で中押勝ちした柯潔九段。しかし第2局ではアゲハマを本来入れるはずの蓋が開いていないことで2度警告で失格。反則負け。第3局でも同じ行為をしたことに柯潔が対局ボイコット。卞相壹九段が優勝した。これに関連し中国囲棋協会は抗議している。
準決勝以降の勝ち上がり
|  | 準決勝      | 準決勝     |                |    | 決勝三番勝負 | 決勝三番勝負 |
|  |             |            |                |    |              |              |
|  | 10/2 ソウル |            |                |    |              |              |
|  |             |            |                |    |              |              |
|  | 柯潔九段    | 勝         |                |    |              |              |
|  | 柯潔九段    | 勝         | 1/20–23 ソウル |    |              |              |
|  | 元晟湊九段  |            |                |    |              |              |
|  | 柯潔九段    | 1          |                |    |              |              |
|  | 柯潔九段    | 1          | 10/2 ソウル    |    |              |              |
|  |             | 卞相壹九段 | 2              |    |              |              |
|  | 卞相壹九段  | 卞相壹九段 | 2              | 勝 |              |              |
|  | 卞相壹九段  |            |                | 勝 |              |              |
|  | 李志賢九段  |            |                |    |              |              |
|  |             |            |                |    |              |              |

### 第30回
2025年5月に開会式・2回戦まで。8月準々決勝と準決勝。決勝三番勝負は2026年1月に行われた。前回決勝三番勝負でボイコットした中国囲棋協会は今大会の派遣を拒否。代わって30回を記念し歴代優勝者を招待すると発表。またWCに崔精、すみれが出場すると発表
準決勝以降の勝ち上がり
|  | 準決勝     | 準決勝     |                |  | 決勝三番勝負 | 決勝三番勝負 |
|  |            |            |                |  |              |              |
|  | 8/6 ソウル |            |                |  |              |              |
|  |            |            |                |  |              |              |
|  | 一力九段   | 勝         |                |  |              |              |
|  | 一力九段   | 勝         | 1/19–22 ソウル |  |              |              |
|  | 卞相壹九段 |            |                |  |              |              |
|  | 一力       |            |                |  |              |              |
|  | 8/6 ソウル |            |                |  |              |              |
|  |            | 申旻埈九段 |                |  |              |              |
|  | 申旻埈九段 | 勝         |                |  |              |              |
|  | 申旻埈九段 | 勝         |                |  |              |              |
|  | 許皓鋐九段 |            |                |  |              |              |
|  |            |            |                |  |              |              |

## エキジビジョン

### 20周年記念新鋭挑戦者杯
2015年4月に開催。出場者は1997年以降生まれの、韓国8名、中国・日本各4名の16名。優勝者はLG杯本戦出場権を得る。韓国出場者には院生2名もいた。
|  | 1回戦    | 1回戦    |        |   | 準々決勝 | 準々決勝 |  |  | 準決勝 | 準決勝 |  |  | 決勝 | 決勝 |
|  |          |          |        |   |          |          |  |  |        |        |  |  |      |      |
|  |          |          |        |   |          |          |  |  |        |        |  |  |      |      |
|  |          |          |        |   |          |          |  |  |        |        |  |  |      |      |
|  | 楊鼎新   | ○        |        |   |          |          |  |  |        |        |  |  |      |      |
|  | 楊鼎新   | ○        |        |   |          |          |  |  |        |        |  |  |      |      |
|  | 林志焃   | ×        |        |   |          |          |  |  |        |        |  |  |      |      |
|  | 林志焃   | ×        | 楊鼎新 | ○ |          |          |  |  |        |        |  |  |      |      |
|  |          |          | 楊鼎新 | ○ |          |          |  |  |        |        |  |  |      |      |
|  |          | 六浦雄太 | ×      |   |          |          |  |  |        |        |  |  |      |      |
|  | 六浦雄太 | 六浦雄太 | ×      | ○ |          |          |  |  |        |        |  |  |      |      |
|  | 六浦雄太 |          |        | ○ |          |          |  |  |        |        |  |  |      |      |
|  | 偰玹准   | ×        |        |   |          |          |  |  |        |        |  |  |      |      |
|  | 偰玹准   | ×        | 楊鼎新 | ○ |          |          |  |  |        |        |  |  |      |      |
|  |          |          | 楊鼎新 | ○ |          |          |  |  |        |        |  |  |      |      |
|  |          | 申旻埈   | ×      |   |          |          |  |  |        |        |  |  |      |      |
|  | 申旻埈   | 申旻埈   | ×      | ○ |          |          |  |  |        |        |  |  |      |      |
|  | 申旻埈   |          |        | ○ |          |          |  |  |        |        |  |  |      |      |
|  | 謝弥豪   | ×        |        |   |          |          |  |  |        |        |  |  |      |      |
|  | 謝弥豪   | ×        | 申旻埈 | ○ |          |          |  |  |        |        |  |  |      |      |
|  |          |          | 申旻埈 | ○ |          |          |  |  |        |        |  |  |      |      |
|  |          | 呉侑珍   | ×      |   |          |          |  |  |        |        |  |  |      |      |
|  | 呉侑珍   | 呉侑珍   | ×      | ○ |          |          |  |  |        |        |  |  |      |      |
|  | 呉侑珍   |          |        | ○ |          |          |  |  |        |        |  |  |      |      |
|  | 藤沢里菜 | ×        |        |   |          |          |  |  |        |        |  |  |      |      |
|  | 藤沢里菜 | ×        | 楊鼎新 | × |          |          |  |  |        |        |  |  |      |      |
|  |          |          | 楊鼎新 | × |          |          |  |  |        |        |  |  |      |      |
|  |          | 卞相壹   | ○      |   |          |          |  |  |        |        |  |  |      |      |
|  | 卞相壹   | 卞相壹   | ○      | ○ |          |          |  |  |        |        |  |  |      |      |
|  | 卞相壹   |          |        | ○ |          |          |  |  |        |        |  |  |      |      |
|  | 黄雲嵩   | ×        |        |   |          |          |  |  |        |        |  |  |      |      |
|  | 黄雲嵩   | ×        | 卞相壹 | ○ |          |          |  |  |        |        |  |  |      |      |
|  |          |          | 卞相壹 | ○ |          |          |  |  |        |        |  |  |      |      |
|  |          | 金明訓   | ×      |   |          |          |  |  |        |        |  |  |      |      |
|  | 金明訓   | 金明訓   | ×      | ○ |          |          |  |  |        |        |  |  |      |      |
|  | 金明訓   |          |        | ○ |          |          |  |  |        |        |  |  |      |      |
|  | 一力遼   | ×        |        |   |          |          |  |  |        |        |  |  |      |      |
|  | 一力遼   | ×        | 卞相壹 | ○ |          |          |  |  |        |        |  |  |      |      |
|  |          |          | 卞相壹 | ○ |          |          |  |  |        |        |  |  |      |      |
|  |          | 許家元   | ×      |   |          |          |  |  |        |        |  |  |      |      |
|  | 許家元   | 許家元   | ×      | ○ |          |          |  |  |        |        |  |  |      |      |
|  | 許家元   |          |        | ○ |          |          |  |  |        |        |  |  |      |      |
|  | 金基范   | ×        |        |   |          |          |  |  |        |        |  |  |      |      |
|  | 金基范   | ×        | 許家元 | ○ |          |          |  |  |        |        |  |  |      |      |
|  |          |          | 許家元 | ○ |          |          |  |  |        |        |  |  |      |      |
|  |          | 李欽誠   | ×      |   |          |          |  |  |        |        |  |  |      |      |
|  | 李欽誠   | 李欽誠   | ×      | ○ |          |          |  |  |        |        |  |  |      |      |
|  | 李欽誠   |          |        | ○ |          |          |  |  |        |        |  |  |      |      |
|  | 申眞諝   | ×        |        |   |          |          |  |  |        |        |  |  |      |      |
|  | 申眞諝   | ×        |        |   |          |          |  |  |        |        |  |  |      |      |

### 第21回LG杯世界棋王戦特別対局
- 2017年 崔精 - 於之瑩